# Habitatge a l'avinguda Catalunya, 34-36 (la Palma de Cervelló)
L'Habitatge a l'avinguda Catalunya, 34-36 és una obra eclèctica de la Palma de Cervelló (Baix Llobregat) inclosa a l'Inventari del Patrimoni Arquitectònic de Catalunya.

## Descripció
Casa de planta baixa i un pis, coberta a dues vessants, que conté dos habitatges independents. A la planta baixa presenta dues portes i al primer pis dos balcons i dues finestres. Són interessants els elements decoratius de totes les portes i finestres: arcs denticulats decorats amb guardapols, diferenciats al primer pis i a la planta baixa.